# 坂口健二
坂口 健二（さかぐち けんじ、1929年 - 没年不詳）は、日本の農芸化学者。
父は醸造の世界的権威東京大学名誉教授坂口謹一郎博士。

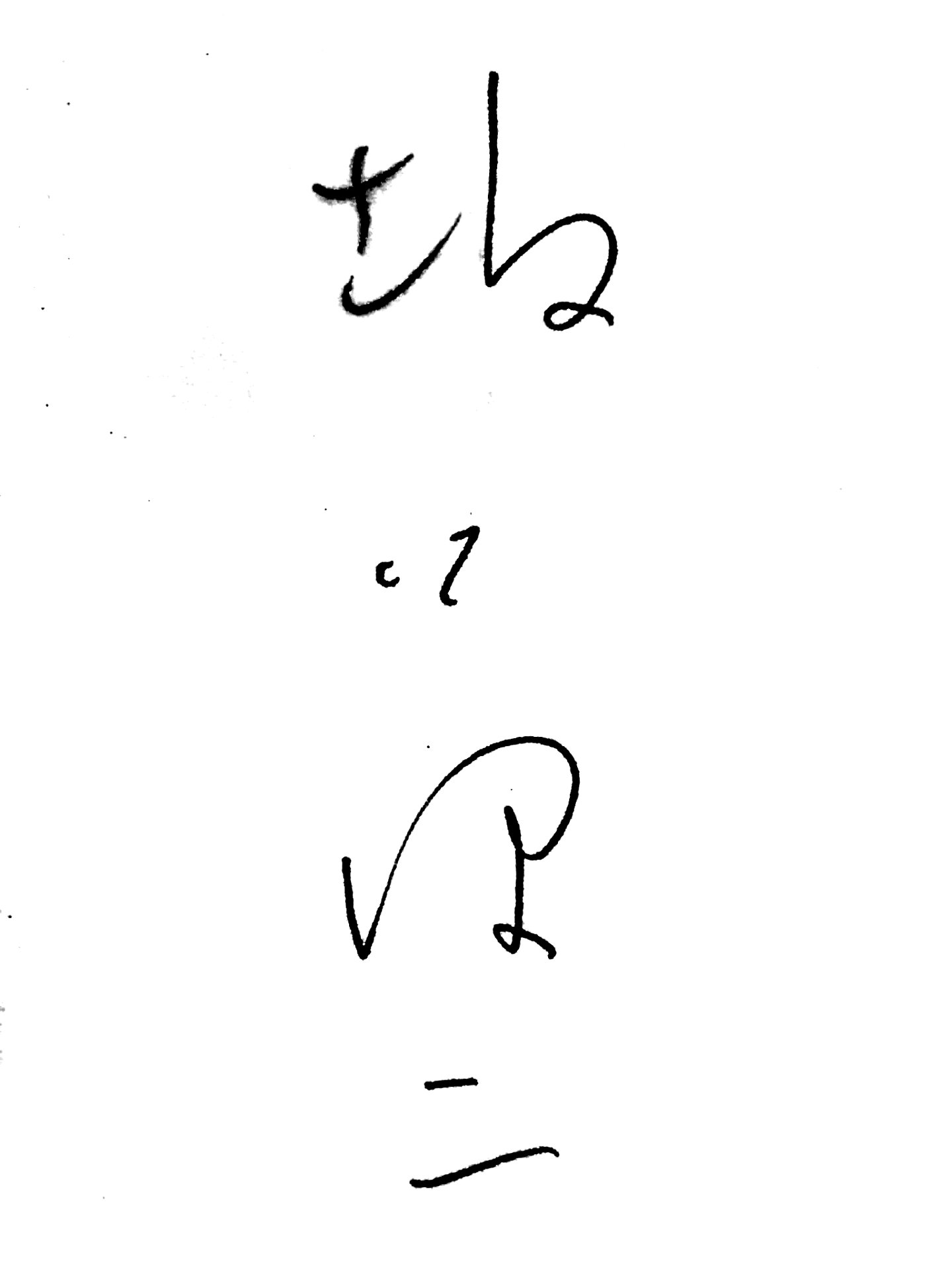
坂口健二博士サイン

## 略歴
坂口健二は1929年、東京市に生まれ、第一高等学校を卒業する。1952年に東京大学農芸化学科を卒業し、千葉県野田市の野田産業科学研究所（キッコーマン）の研究員となる。1971年には、東京都町田市に設立された三菱化成生命科学研究所（後の三菱化学生命科学研究所）の微生物化学研究所室長となり、情報開発室長に1981年になる。1983年にフランス政府招聘研究員、1984年にドイツ政府招聘研究員。1984年にカリフォルニア大学客員教授となった。

## おもな著作
- 『父、坂口謹一郎・人と業績と』
- 『応用微生物学の誕生と発展と坂口謹一郎』
- 『三菱化成生命科学研究所と農芸化学』

## 論文・講演予稿・寄稿文
- 坂口健二「醤油細菌の活動に関する研究:(第1報)黴,酵母と混在する細菌の生菌数測定法」『日本農芸化学会誌』第28巻第9号、日本農芸化学会、1954年、758-764頁、doi:10.1271/nogeikagaku1924.28.758、ISSN 0002-1407、NAID 130001216129。
- 茂木正利, 井口信義, 坂口健二「味噌醸造試験「ほまれ白味噌」の研究-42-」『醗酵工学雑誌』第34巻第5号、日本醗酵工学会、1956年5月、ISSN 03675963、NAID 110002851320。
- 好井久雄「みそしょう油醸造微生物の分離方法 (第3報):培地pH食塩濃度酸素要求と細菌数の関係」『日本釀造協會雜誌』第60巻第4号、日本醸造協会、1965年、353-359頁、doi:10.6013/jbrewsocjapan1915.60.353、ISSN 0369-416X、NAID 130004322744。
- 坂口健二「しょう油乳酸菌のしょう油醸造に及ぼす作用とその利用」『調味科学』第13巻第3号、日本醤油技術会、1966年5月、31-35頁、ISSN 03666166、NAID 40018049497。
- 坂口健二「しょうゆ乳酸菌の活動とその利用」『調味科学』第15巻第1号、日本醤油技術会、1968年1月、20-24頁、ISSN 03666166、NAID 40018049537。
- 橋場弘長, 越山育則, 坂口健二, 井口信義「266. 醤油の褐変と鉄の影響」『日本醗酵工学会大会講演要旨集』第44巻、日本醗酵工学会、1969年、23頁、NAID 110002899505。
- 坂口健二「育種による有用微生物の造成」『日本釀造協會雜誌』第64巻第4号、日本醸造協会、1969年、273-276頁、doi:10.6013/jbrewsocjapan1915.64.273、ISSN 0369-416X、NAID 130004323290。
- 橋場弘長, 越山育則, 坂口健二, 井口信義「醤油の褐変と鉄およびその他微量金属イオンの影響」『日本農芸化学会誌』第44巻第7号、日本農芸化学会、1970年、312-316頁、doi:10.1271/nogeikagaku1924.44.312、ISSN 0002-1407、NAID 130001222570。
- 坂口健二「分子育種でなにができるか」『自然』第30巻第11号、中央公論社、1975年11月、p45-51、ISSN 03870014、NAID 40001539716。
- 坂口健二「分子育種--大腸菌プラスミドおよびBacillus subtilisのプラスミド (制限酵素の特性<特集>)」『蛋白質核酸酵素』第22巻第8号、共立出版、1977年7月、p1021-1024、ISSN 00399450、NAID 40002329047。
- 坂口健二「ヨ-ロッパ・アメリカ分子育種流行記」『Amino acid, nucleic acid 発酵と代謝』第36号、アミノ酸・核酸集談会、1977年12月、p75-81、ISSN 05176174、NAID 40000001949。
- 郡家徳郎, 田丸敦子, 坂口健二「309 酵母のミトコンドリアとプロトプラストの融合」『日本醗酵工学会大会講演要旨集』第53巻、日本醗酵工学会、1978年、146頁、NAID 110002900661。
- 坂口健二「遺伝子操作シリーズ ＶＩＩＩ 枯草菌の遺伝子組換え」『化学と生物』第18巻第2号、日本農芸化学会、1980年、110-118頁、doi:10.1271/kagakutoseibutsu1962.18.110、ISSN 0453-073X、NAID 130004807592。
- 山田隆, 坂口健二「1B-5 Chlorella spp.からのプロトプラスト調製」『日本植物生理学会年会およびシンポジウム : 講演要旨集』第21巻、日本植物生理学会、1981年、34頁、NAID 110003842558。
- 木梨陽康, 染野衣美, 坂口健二, 東島勉, 宮沢辰雄「24 コンカナマイシンA,B及びCの構造」『天然有機化合物討論会講演要旨集』第24巻、天然有機化合物討論会実行委員会、1981年、183-190頁、doi:10.24496/tennenyuki.24.0_183、NAID 110006678228。
- 山田隆, 坂口健二「1Ca-4 クロレラの葉緑体 DNA の単離と性質」『日本植物生理学会年会およびシンポジウム : 講演要旨集』第22巻、日本植物生理学会、1982年、59頁、NAID 110003842812。
- 坂口健二「遺伝子工学と化学工業 (バイオテクノロジ---遺伝子工学を中心として)」『化学と工業』第35巻第11号、日本化学会、1982年11月、p760-763、ISSN 00227684、NAID 40000420729。
- 福田裕三, 山崎真狩, 田村学造, 坂口健二「137 真核細胞における転写プロモーター部位のクローニング」『日本醗酵工学会大会講演要旨集』第58巻、日本醗酵工学会、1983年、52頁、NAID 110002903196。
- 坂口健二「メキシコの酒と遺伝子工学」『日本釀造協會雜誌』第78巻第6号、日本醸造協会、1983年、408-411頁、doi:10.6013/jbrewsocjapan1915.78.408、ISSN 0369-416X、NAID 130004325218。
- 坂口健二「遺伝子工学・細胞融合・遺伝子合成-1-」『発酵と工業』第41巻第1号、バイオインダストリ-協会、1983年1月、p38-44、ISSN 03860701、NAID 40004092434。
- 坂口健二「遺伝子工学・細胞融合・遺伝子合成-2-」『発酵と工業』第41巻第2号、バイオインダストリ-協会、1983年2月、p112-118、ISSN 03860701、NAID 40004092442。
- 坂口健二「遺伝子工学・細胞融合・遺伝子合成-3完-」『発酵と工業』第41巻第3号、バイオインダストリ-協会、1983年3月、p219-224、ISSN 03860701、NAID 40004092449。
- 坂口健二「判らない国Japan」『日本醸造協会誌』第86巻第5号、日本醸造協会、1991年、313-313頁、doi:10.6013/jbrewsocjapan1988.86.313、ISSN 0914-7314、NAID 130004305534。
- 坂口健二「生物の歴史と21世紀のバイオテクノロジー--食糧・環境問題を中心として」『生物資源科学』第3巻第2号、生物資源科学研究会、2001年12月、13-17頁、ISSN 13440179、NAID 40005571756。
- 坂口健二「父坂口謹一郎・人と業績と (2)」『日本醸造協会誌』第100巻第10号、日本醸造協会、2005年、696-702頁、doi:10.6013/jbrewsocjapan1988.100.696、ISSN 0914-7314、NAID 130004304726。
- 坂口健二「父坂口謹一郎・人と業績と (1)」『日本醸造協会誌』第100巻第9号、日本醸造協会、2005年、626-637頁、doi:10.6013/jbrewsocjapan1988.100.626、ISSN 0914-7314、NAID 130004304763。